# Garret Graves
Garret Neal Graves (31 de janeiro de 1972) é um político americano que atua como representante dos Estados Unidos do 6º distrito congressional da Louisiana. Em um segundo turno em 6 de dezembro de 2014, Graves, um republicano, derrotou o candidato democrata, Edwin Edwards.
Garret Graves nasceu em 31 de janeiro de 1972 filho de John e Cynthia (nascida Sliman) Graves, que era descendente de libaneses; seu pai é dono de uma empresa de engenharia. Ele é um católico romano. Graves frequentou a Universidade do Alabama, Louisiana Tech e American University, mas não obteve um diploma.